# Auguste Ambroise Tardieu
Auguste Ambroise Tardieu (Parigi, 10 aprile 1818 – Parigi, 12 gennaio 1879) è stato un medico e criminologo francese.
Auguste Ambroise Tardieu, figlio dell'artista e cartografo Ambroise Tardieu è stato un medico legale francese e presidente della Accademia Nazionale di Medicina e professore della Facoltà di Medicina Legale presso l'Università di Parigi.

## Biografia
Tra i suoi numerosi contributi, Tardieu ha scritto quello che probabilmente è il primo libro mai scritto sulla pedofilia e la violenza sessuale. Il libro è stato ristampato sei volte tra il 1857 e il 1878 sotto il titolo I delitti di libidine. 
È un tributo alla sua prima descrizione clinica di bambini maltrattati, infatti questa sindrome è anche chiamata la “Sindrome di Tardieu”. Nei “punti topici” (ecchimosi subpleuriche), Tardieu ha osservato la morte di un neonato da strangolamento o soffocamento, così come descritti nel 1859. Il filone sui reati sessuali, tuttavia, è un monumento di omofobia medica: per Ambroise Tardieu l'omosessuale è un vero mostro, creando una demonizzazione che sarà insegnata nelle scuole di medicina per oltre un secolo. Paragona gli uomini omosessuali alle donne ed agli animali (compresi i cani).
Stabilisce per generazioni di studenti di medicina caratteri anatomici presumibilmente della popolazione maschile omosessuale quali, ad es., “lo sviluppo eccessivo dei glutei, l'imbuto a forma di deformità dell'ano, il rilassamento dello sfintere, l'obliterazione di pieghe, le creste e i bordi della dilatazione dell'ano, l'estremità dell'ano, l'incontinenza, le ulcere, le ragadi, le emorroidi, le fistole, la gonorrea al retto”. E invita i governi a preoccuparsi del carattere della sovversione sociale che l'omosessualità presente, incitando i francesi e gli stranieri a denunciare il "cosmopolitismo di queste passioni degradanti", nonché il mondo degli uomini e gli uomini del popolo.
Infine, adduce a titolo definitivo crimine l'omosessualità (una serie di omicidi dice dimostrerebbe il legame con i gay) come “la feccia del mondo più vile" che “cercheranno la soddisfazione dei loro desideri mostruosi”). Le contraddizioni abbondano nei suoi scritti: la preoccupazione del clinico scientifica accompagnata in ogni pagina della retorica di depravazione, la tesi della omosessualità congenita va di pari passo con quella del vizio, vale a dire la scelta immorale. Tardieu illustra come la medicina comportamentale del XIX secolo, sedicente positivista, potesse essere dipendente dal pregiudizio, specificamente quello religioso.